# 山田彦八
山田 彦八（やまだ ひこはち、1855年4月15日（安政2年2月29日） -  1942年（昭和17年）1月28日）は、日本の武士（薩摩藩）、海軍軍人。海軍中将正三位勲一等功三級。

## 経歴
薩摩国出身。薩摩藩士山田有庸の息子（母は大久保利通の妹・スマ）として生まれる。山田直矢や山田三次郎は弟。伯父大久保利通勧めにより上京、翌明治4年（1871年）9月、海軍兵学寮に入学。1878年（明治11年）7月、海軍兵学校（5期）を卒業。1881年（明治14年）1月、海軍少尉任官。1884年（明治17年）10月、「金剛」分隊長となり、軍事部出勤、参謀本部海軍部第2局課員、海軍参謀部第2局員、「浪速」「筑波」「厳島」の各分隊長、「松島」回航委員などを経て、1891年（明治24年）12月、海軍少佐に昇進。
1892年（明治25年）6月、海軍参謀部第3課課員となり、呉鎮守府参謀。日清戦争には「吉野」副長として参加。1895年（明治28年）12月、「天城」艦長に就任。「天龍」艦長、呉海兵団長心得を経て、1897年（明治30年）6月、海軍大佐に進級し呉海兵団長となった。1898年（明治31年）5月、「須磨」艦長に就任し、「磐手」回航委員長（イギリス出張）、同艦長、佐世保鎮守府参謀長を経て、1903年（明治36年）11月、「朝日」艦長に発令され日露戦争に出征。1904年（明治37年）6月、海軍少将に進み第3艦隊司令官に就任し日本海海戦に参加した。
1905年（明治38年）12月、第1艦隊司令官に異動し、佐世保水雷団長、呉水雷団長を経て、1908年（明治41年）8月、海軍中将に進み第1艦隊司令官を勤めた。以後、竹敷要港部司令官、旅順鎮守府司令長官、横須賀鎮守府司令長官、海軍将官会議議員を歴任。1915年（大正4年）3月、後備役に編入となった。

## 栄典・授章・授賞
位階
- 1883年（明治16年）12月25日 - 従七位[1]
- 1886年（明治19年）11月27日 - 正七位[2]
- 1892年（明治25年）3月23日 - 従六位[3]
- 1897年（明治30年）5月31日 - 正五位[4]
- 1898年（明治31年）3月8日 - 従五位[5]
- 1903年（明治36年）4月20日 - 正五位[6]
- 1908年（明治41年）5月11日 - 従四位[7]
- 1910年（明治43年）5月21日 - 正四位[8]
- 1913年（大正2年）5月30日 - 従三位[9]
- 1915年（大正4年）3月20日 - 正三位[10]

勲章等
- 1890年（明治23年）11月27日 - 勲六等瑞宝章[11]
- 1894年（明治27年）11月24日 - 勲五等瑞宝章[12]
- 1895年（明治28年）
  - 9月27日 - 双光旭日章・功四級金鵄勲章[13]
  - 11月18日 - 明治二十七八年従軍記章[14]
- 1899年（明治32年）5月9日 - 勲四等瑞宝章[15]
- 1905年（明治38年）5月30日 - 勲三等瑞宝章[16]
- 1906年（明治39年）4月1日 - 功三級金鵄勲章、勲二等旭日重光章、明治三十七八年従軍記章[17]
- 1912年（明治45年）5月24日 - 勲一等瑞宝章[18]
- 1915年（大正4年）11月10日 - 大礼記念章（大正）[19]
- 1940年（昭和15年）8月15日 - 紀元二千六百年祝典記念章[20]

外国勲章佩用允許
- 1910年（明治43年）4月14日 - 大韓帝国：韓国皇帝陛下南西巡幸記念章[21]